# Alina Ilie
Alina Speranta Ilie; z d. Albu (ur. 6 września 1983 w Baia Mare) – rumuńska siatkarka, grająca na pozycji środkowej. Obecnie występuje w drużynie ASPTT Miluza.

## Sukcesy klubowe
Mistrzostwo Rumunii:
- 2007, 2008, 2009
- 2001, 2002, 2003, 2004

Puchar Rumunii:
- 2007, 2008, 2009

Mistrzostwo Francji:
- 2017
- 2011, 2012
- 2013